# Musca afra
Musca afra este o specie de muște din genul Musca, familia Muscidae, descrisă de Paterson în anul 1956. Conform Catalogue of Life specia Musca afra nu are subspecii cunoscute.